# الشرج (العبر)

'

تعديل مصدري - تعديل

الشرج هي إحدى قرى عزلة العبر بمديرية العبر التابعة لمحافظة حضرموت، بلغ تعداد سكانها 66 نسمة حسب تعداد اليمن لعام 2004.